# Camerounura delamarei
Genre
Espèce
Camerounura delamarei, unique représentant du genre Camerounura, est une espèce de collemboles de la famille des Neanuridae.

## Distribution
Cette espèce est endémique du Cameroun. Elle se rencontre sur le mont Cameroun.

## Étymologie
Cette espèce est nommée en l'honneur de Claude Delamare Deboutteville.

## Publication originale
- Cassagnau, 1991 : Camerounura n. g., un collembole Neanurinae endémique du Mont Cameroun. Revue d'Ecologie et de Biologie du Sol, vol. 28, no 2, p. 221-224.